# Jean Paul Prates
Jean Paul Terra Prates (Rio de Janeiro, 19 de junho de 1968) é um advogado, economista, ambientalista, empresário e político brasileiro, filiado ao Partido dos Trabalhadores (PT). Foi senador pelo Rio Grande do Norte de 2019 a 2023 e presidente da Petrobras de 2023 a 2024, indicado pelo presidente Luiz Inácio Lula da Silva.

## Biografia

### Nascimento e formação acadêmica
Cursou Direito na Universidade do Estado do Rio de Janeiro (UERJ) e Economia na Pontifícia Universidade Católica do Rio de Janeiro (PUC-Rio). Nos Estados Unidos, tornou-se mestre em Planejamento Energético e Gestão Ambiental pela Universidade da Pennsylvania. Na França, concluiu mestrado em Economia de Petróleo e Motores pelo Instituto Francês do Petróleo. Nasceu no bairro Botafogo, no Rio de Janeiro, e é torcedor do Botafogo de Futebol e Regatas.

### Futebol
No Rio Grande do Norte, foi diretor de futebol do Alecrim Futebol Clube em 2015, ano do Centenário do clube, quando levou o time à decisão do primeiro turno do Campeonato Potiguar após quase trinta anos sem disputar uma final.

### Atuação na área de petróleo e energias renováveis
Na área de petróleo, participou da assessoria jurídica da Petrobras Internacional (Braspetro), no final da década de 1980. Em 1991 fundou a primeira consultoria brasileira especializada em petróleo. Prates atuou como Consultor do Ministério das Minas e Energia e da ANP na elaboração de diversos instrumentos regulatórios, além de portarias referentes ao mercado de gás, livre acesso à logística e combustíveis. Em 1997, participou da elaboração da Lei do Petróleo. Também foi o redator do Contrato de Concessão oficial brasileiro e do Decreto dos Royalties.
Iniciou um plano de planejamento energético para o Rio Grande do Norte em 2001, trabalhando voluntariamente numa proposta apresentada ao então governador Garibaldi Alves Filho. Em 2003, sua proposta de desenvolvimento para o setor energético, com fontes renováveis e a revitalização do setor de petróleo, foi adotada pela Governadora Wilma de Faria. Fixou residência no estado em 2005. Transferiu duas de suas três empresas para o RN também.
Até 2018, dirigiu duas empresas de consultoria: uma na área de petróleo/gás (RJ), outra nas áreas de energia renovável e meio ambiente (RN). Também presidiu o Sindicato da Empresas do Setor Energético do Rio Grande do Norte (SEERN) e o Centro de Estratégias em Recursos Naturais e Energia (CERNE) que reúne associações nacionais, empresas e fornecedores do setor energético.

### Secretário de Estado de Energia e Assuntos Internacionais do Rio Grande do Norte
Entre 2008 e 2010 foi Secretário de Estado de Energia do Rio Grande do Norte sob o governo de Wilma de Faria. Durante a gestão, levou o Estado à autossuficiência energética  e assegurou mais de 10 bilhões de reais em investimentos para o RN. À frente da Secretaria de Energia, Jean Paul viabilizou a ampliação e o reconhecimento da Refinaria Potiguar Clara Camarão, localizada em Guamaré e viabilizou a instalação da Termoaçu na região do Vale do Açu.
Enquanto secretario, foi responsável pela instalação da Bioformosa no Agreste Potiguar, primeira usina térmica a biomassa do Estado, bem como deu início ao planejamento para o recebimento de investimentos em energia solar em solo potiguar. Durante a gestão de Prates, o RN avançou na geração de energia, saindo da estaca zero à condição de exportador de energia (principalmente de fonte eólica), e combustíveis (gasolina, óleo diesel, e QAV — querosene de aviação, gás de cozinha e biodiesel), para toda a região Nordeste.

### Senador pelo Rio Grande do Norte
Nas eleições de 2014, foi eleito primeiro suplente da senadora Fátima Bezerra para o período de 2015 a 2023. Em 4 de janeiro de 2019 assumiu a vaga, deixada pela titular, na 55ª Legislatura do Senado Federal, uma vez que Fátima tomou posse como governadora do Rio Grande do Norte. Logo após, em 1 e fevereiro de 2019, foi empossado como senador titular da 56ª Legislatura.
No Senado foi atuou em projetos relevantes e foi relator da "Lei Complementar da monofasia do ICMS", que fez com que os impostos sobre os combustíveis deixassem de ser cobrados sobre os preços médios praticados no mercado, passando a serem cobrados em um percentual fixo baseado na quantidade e sobre o primeiro elo da cadeia, estabelecendo impactos por igual em todo o país.
Foi, ainda, autor do Projeto de Lei 1.425/2022, que "regulamenta a captura e o armazenamento de carbono em reservatórios geológicos ou temporários". Também atuou como relator do Marco Legal das Ferrovias, assim como nas novas leis acerca da produção de biogás em aterros sanitários. Foi ainda relator da nova lei de mobilidade urbana sustentável.
Como parlamentar foi titular na Comissão de Assuntos Econômicos (CAE), na Comissão Mista de Controle das Atividades de Inteligência (CCAI), na Comissão Parlamentar Mista de Inquérito (CPMI) das Fake News, na Frente Parlamentar pelo Desarmamento (FPD), na Comissão Mista de Planos, Orçamentos Públicos e Fiscalização (CMO), na Comissão de Serviços de Infraestrutura (CI) e na Comissão de Ciência, Tecnologia, Inovação, Comunicação e Informática (CCT).
Durante o mandato, Jean apresentou à Prefeitura Municipal do Natal o projeto "Porto Natal Potengi", que vislumbra uma nova área para atracação de navios na área costeira do município, associada a um parque ecológico e a uma terceira ponte, além de uma ligação da nova área portuária ao Aeroporto Aluízio Alves, de modo a fomentar a integração e o desenvolvimento o transporte de cargas na região.
Questionado sobre a possível tentativa de reeleição ao Senado nas eleições gerais de 2022, Prates declarou que não disputaria o pleito e que apoiaria a candidatura do ex-prefeito de Natal, Carlos Eduardo, a fim de "fortalecer a aliança local". Jean foi o primeiro suplente na chapa do ex-prefeito, ao lado de Ana Sufia (PCdoB). A candidatura obteve 565.235 votos, que representaram 33,40% dos votos válidos, finalizando o pleito em segundo lugar.

### Candidato à Prefeitura do Natal
Em 16 de setembro de 2020 o Partido dos Trabalhadores oficializou a candidatura de Jean à Prefeitura do Natal nas eleições municipais de 2020. Dentre as bandeiras do candidato estavam a implementação do passe livre e de uma gestão "mais moderna para a capital potiguar". Ao fim do pleito, cujos resultados foram divulgados em 15 de novembro, a candidatura de Jean obteve 49.494 votos, que corresponderam a 14,38% dos votos válidos, garantindo-lhe o segundo lugar. Sobre a campanha, Prates destacou a conquista dos quase 50 mil votos e os desafios de sair às ruas para apresentar propostas e dialogar com os eleitores em meio à pandemia de COVID-19.

### Presidente da Petrobrás
Em 2022 Jean Paul foi nomeado pelo então presidente eleito, Lula, para a equipe de transição na pasta de energia. No relatório final, sugeriu-se a criação de uma diretoria específica para renováveis na estrutura organizacional da Petrobrás.
Apontado como candidato favorito, Lula indicou-o para presidir a estatal de petróleo a partir de 2023.
Prates renunciou a seu mandato de senador em 27 de janeiro, quando seu nome foi aprovado pelo Conselho de Administração da empresa, por unanimidade. Foi substituído no Senado por Theodorico Netto, segundo suplente de Fátima.
Em seu primeiro discurso aos funcionários, Prates defendeu a transição energética. Em evento realizado pelo Instituto de Tecnologia de Massachusetts (MIT), no Rio, em 30 de janeiro, repetiu o foco na energia renovável, afirmando que, dentro de dez anos, "o mundo não terá nem a mesma logística, nem a mesma relação de consumo com o setor de petróleo e energia".
Sob a presidência de Jean, a Petrobrás anunciou  em 16 de maio de 2023 o fim da política de Preço de Paridade de Importação (PPI) do petróleo e combustíveis derivados, que estabelecia o preço nacional dos produtos de petróleo com base no dólar e no mercado internacional. Na ocasião, a petrolífera estatal anunciou que estabeleceria uma nova estratégia de comercialização, baseada no “custo alternativa do cliente, como valor a ser priorizado na precificação e no “valor marginal para a Petrobras”. Sobre a mudança, Prates declarou:
“Com essa estratégia comercial, a Petrobras vai ser mais eficiente e competitiva, atuando com mais flexibilidade para disputar mercados com seus concorrentes. Vamos continuar seguindo as referências de mercado, sem abdicar das vantagens competitivas de ser uma empresa com grande capacidade de produção e estrutura de escoamento e transporte em todo o país”— Jean Paul Prates
Após meses de desgaste político, incluindo ideias conflitantes com o ministro de Minas e Energia Alexandre Silveira, Prates foi demitido do comando da empresa pelo presidente Lula em 14 de maio de 2024. Sete meses depois, em entrevista ao Globo, Prates que Lula errava em manter na base aliada partidos que se opunham e complicavam a atuação do governo: "A oposição está dentro do próprio governo".

### Reconhecimento e prêmios
Foi reconhecido como um dos três mais influentes no setor de energia renovável no Brasil, e uma das 50 personalidades mais importantes do setor energético mundial, pelas duas principais revistas internacionais especializadas em energia Recharge (europeia) e WindPower Monthly (estadunidense). Também foi eleito um dos 25 mais influentes da indústria eólica mundial pela revista WindPower Monthly.

#### Condecorações
| Insígnia | País   | Honra                           | Data                   |
| -------- | ------ | ------------------------------- | ---------------------- |
|          | Brasil | Grã-Cruz da Ordem de Rio Branco | 21 de novembro de 2023 |